# 格雷格·迈纳
格雷格·马加多·迈纳（英語：Greg Magado Minor，1971年9月18日—），美国NBA联盟前职业篮球运动员。他在1994年的NBA选秀中第1轮第25顺位被洛杉矶快船选中。